# Decatur (Nebraska)
Pour les articles homonymes, voir Decatur.
Decatur est un village du comté de Burt, dans l'État du Nebraska, aux États-Unis. En 2020, il comptait une population de 410 habitants.